# David Edward Boufford
David Edward Boufford (n. 1941 - ) es un botánico, briólogo, y pteridólogo estadounidense. Realizó extensas expediciones botánicas a Japón, Corea, y a China.
Ha trabajado como Director Asistente de Colecciones y Taxónomo del Herbario de la Universidad Harvard.

## Algunas publicaciones
- Boufford, de. 1982. The systematics and evolution of Circaea (Onagraceae). Ann. Missouri Bot. Gard. 69: 804-994. (1983)
- Bartholomew, b, de Boufford, al Chang, z Cheng, t Dudley, sa He, yx Jin, ly Li, jl Luteyn, sa Spongberg, sc Sun, yc Tang, jx Wan, ts Ying. 1983. The 1980 Sino-American Botanical Expedition to western Hubei Province, People's Republic of China. J. Arnold Arbor. 64: 1-103
- Bartholomew, b, de Boufford, sa Spongberg. 1983. Metasequoia glyptostroboides: its present status in central China. J. Arnold Arbor. 64: 105-128
- Boufford, de, sa Spongberg. 1983. Eastern Asian-eastern North American phytogeographical relationships - a history from the time of Linnaeus to the twentieth century. Ann. Missouri Bot. Gard. 70: 423-439
- Boufford, de. 1990. The Onagraceae of Guizhou, China. Bot. Bull. Acad. Sinica 31: 321-342
- Boufford, de, jv Crisci, h Tobe, pc Hoch. 1990. A cladistic analysis of Circaea (Onagraceae). Cladistics 6: 171-182
- Boufford, de. 1994. Angiosperms. Subclass Hamamelidae. The New Encyclopaedia Britannica, 15th ed. 13 (Macropaedia): 648-661

### Libros
- Ying, ts, de Boufford, yl Zhang. 1993. The Endemic Genera of Seed Plants of China. Science Press, Beijing. vii + 824 pp.
- Iwatsuki, k, t Yamazaki, de Boufford, h Ohba, edits. 1993. Flora of Japan. Volume IIIa, Angiospermae, Dicotyledoneae, Sympetalae (a). viii + 496 pp. Kodansha, Ltd. Tokio
- Flora of North America Editorial Committee, editores. 1993. Flora of North America North of Mexico. Vol. 1, Introduction. xxi + 372 pp. Vol. 2, Pteridophytes and Gymnosperms. xvi + 475 pp. Oxford University Press, New York, Oxford. (como miembro del Comité Editorial FNA de Plantas Vasculares)
- Iwatsuki, k, t Yamazaki, de Boufford, h Ohba, editores. 1993. Flora of Japan. Volume IIIa, Angiospermae, Dicotyledoneae, Sympetalae (a). viii + 496 pp.. Kodansha, Ltd., Tokio
- Wu, cy, ph Raven. 1994. Flora of China. Vol. 17, Verbenaceae through Solanaceae. xi + 378 pp. Science Press, Beijing, and Missouri Botanical Garden, St. Louis. (como miembro del Comité Editorial FOC)
- Iwatsuki, k, t Yamazaki, de Boufford, h Ohba, editores. 1995. Flora of Japan. Volume IIIb, Angiospermae, Dicotyledoneae, Sympetalae (b). xiii + 181 pp. Kodansha, Ltd., Tokio
- Iwatsuki, k, t Yamazaki, de Boufford, h Ohba, editores. 1995. Flora of Japan. Volume I, Pteridophyta and Gymnospermae. xv + 302 pp. Kodansha, Ltd., Tokio
- Wu, cy, ph Raven. 1995. Flora of China. Vol. 16, Gentianaceae through Boraginaceae. 479 pp. Science Press, Beijing, and Missouri Botanical Garden, St. Louis. (como miembro del Comité Editorial FOC)

- La abreviatura «Boufford» se emplea para indicar a David Edward Boufford como autoridad en la descripción y clasificación científica de los vegetales.[2]